# Joseph-Anténor Firmin

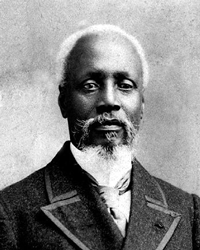
Joseph-Anténor Firmin

Joseph-Anténor Firmin (* 1850 in Cap-Haïtien; † 1911) war ein haitianischer Anthropologe, Journalist und Politiker. Er war Mitglied der Société d’anthropologie de Paris. Sein bekanntestes Werk ist De l’Égalité des Races Humaines (Über die Gleichheit der Menschenrassen), das gegen die Theorien in Arthur de Gobineaus Werk Essai sur l’inégalité des races humaines (Essay über die Ungleichheit der Menschenrassen) gerichtet ist. Firmin bestreitet zwar nicht die Existenz des Rassebegriffs, weist jedoch darauf hin, dass die betreffenden Definitionen unscharf gehalten sind und die Hierarchisierung von Rassen mangelhaft begründet wird. Zudem betont er den Wert der kulturellen Leistungen, die auf afrikanischem Boden entstanden sind.

## Werke
- De l’Égalité des Races Humaines. 1885
- Haïti et la France. 1891
- Une Défense. 1892
- Diplomate et Diplomatie. 1898
- M. Roosevelt, Président des Etats-Unis et la République d’Haïti. 1905
- Lettres de Saint-Thomas. 1910